# Zarro
Aythya é um género de aves anseriformes, conhecidas como zarros. Representam um tipo de pato-selvagem migratório que habita a Eurásia.
Aythya shihuibas foi descrita a partir do Mioceno Final da China. Zelenkov (2016) transferiu a espécie Anas denesi Kessler (2013), conhecida do  Mioceno da Hungria, para o gênero Aythya. Uma espécie pré-histórica não descrita é conhecida apenas dos restos fósseis do Pleistoceno Primitivo encontrados em Dursunlu, Turquia; O gênero Aythya foi introduzido em 1822 pelo zoólogo alemão Friedrich Boie. O tipo de espécie é o Zarro-bastardo.

## Espécies
O género Aythya compreende 12 espécies. 
- Zarro-grande, Aythya valisineria
- Zarro-americano, Aythya americana
- Zarro-comum, Aythya ferina
- Zarro-australiano, Aythya australis
- Zarro-malgaxe, Aythya innotata
- Zarro-de-baer, Aythya baeri
- Zarro-castanho, Aythya nyroca
- Zarro-maori, Aythya novaeseelandiae
- Zarro-de-colar, Aythya collaris
- Zarro-negrinha, Aythya fuligula
- Zarro-bastardo, Aythya marila
- Zarro-pequeno, Aythya affinis